# Cirsium straminispinum
Cirsium straminispinum là một loài thực vật có hoa trong họ Cúc. Loài này được C.Jeffrey ex Cufod. mô tả khoa học đầu tiên năm 1967.